# Shirley Sitaldin
Shirley Sitaldin (ook Sitaldien) is een Surinaams politica. Ze was van 2012 tot 2013 minister van Onderwijs en Volksontwikkeling. Haar aantreden en vertrek als minister stonden beide in het teken van resufflings in het Kabinet Bouterse I.